# Amédée Jacques
Pour les articles homonymes, voir Jacques.
Amédée Florentin Jacques (Paris, 1813 - Buenos Aires, 1865), mieux connu dans son pays d'adoption sous ses prénoms hispanisés Amadeo Florentino, était un enseignant et éducateur argentin d'origine française. Il fut titulaire de la chaire de physique de l'université de Buenos Aires, directeur du collège Saint-Michel de San Miguel de Tucumán et directeur des études au Colegio Nacional de Buenos Aires. Jouissant d'un grand prestige, il était vénéré de ses élèves et étudiants, en raison tant de ses connaissances que de sa personnalité. L'écrivain Miguel Cané évoqua longuement sa figure dans son roman Juvenilia.

## Biographie
Amédée Jacques fit ses études d'abord au Collège royal de Bourbon (actuel Lycée Condorcet), puis à l'École normale. Il obtint à l'âge de 24 ans son doctorat en lettres à la Sorbonne avec une thèse sur Aristote, et peu après sa licence en sciences naturelles à l'université de Paris. Par la suite, il enseigna à l'École normale (devenue « supérieure ») et au Lycée Louis-le-Grand. Il collabora à la rédaction du Dictionnaire des sciences philosophiques d'Adolphe Franck en 1843, en plus de se vouer à l'édition d'œuvres. Il rédigea les parties Introduction et Psychologie du Manuel de philosophie de Jules Simon et Émile Saisset, lequel manuel était beaucoup utilisé dans les collèges d'Europe.
Il eut quelques problèmes d'ordre politique avec le ministre de l'Instruction publique Victor Cousin, et fonda, conjointement avec les auteurs du Manuel susmentionné, la revue littéraire et philosophique La Liberté de penser (1847), où il exprime ses conceptions libérales et démocratiques. Un sien article critiquant l'enseignement religieux prodigué aux jeunes enfants lui valut d'être démis de ses fonctions d'enseignement par arrêté du Conseil supérieur de l'instruction publique. Il soutint par ailleurs la révolution de 1848.
À la suite du coup d'État de Napoléon III, et après que sa revue eut été interdite, il résolut, porteur d'une recommandation d'Alexander von Humboldt, d'émigrer vers Montevideo, où il tenta de réorganiser l'université Mayor (ancêtre de l'Université uruguayenne de la République), mais ses initiatives ne reçurent pas l'appui nécessaire. Attiré par le progrès culturel que le gouverneur Justo José de Urquiza s'efforçait d'imprimer à la province argentine d'Entre Ríos, il résolut de se transporter dans la ville de Paraná, où il vendit ses instruments scientifiques au collège local, afin de pouvoir faire l'acquisition du matériel de daguerréotypie et des outils d'arpenteur et de gagner ainsi sa vie. Il se rendit ensuite à Buenos Aires pour y dispenser des cours libres et gratuits de physique, mais n'eut qu'un succès limité. En compagnie d'Alfredo Cosson, il gagna Rosario et Entre Ríos, s'adonnant à la daguerréotypie.
En 1854, Urquiza, devenu président, lui confia la direction du cadastre. Il séjourna alors à Córdoba et vécut ensuite plusieurs années dans la province de Santiago del Estero, où il fit la connaissance de sa future épouse, la jeune patricienne Martina Benjamina Augier Echagüe, dont il aura trois enfants, Francisca, José et Francisco Jacques. Il occupa le poste de géomètre-expert officiel de la province, participa comme attaché scientifique à une expédition au Río Salado et dans la province du Chaco, dans le nord de l'Argentine, exerça le métier de boulanger, et alla jusqu'à s'essayer comme planteur de canne à sucre. Il publia le récit de son excursion dans le nord de l'Argentine dans un ouvrage intitulé Excursion au Rio Salado et dans le Chaco (Paris, 1857), journal de marche où il décrivit les faits et événements dont il fut témoin, de même que les paysages et les coutumes des habitants, leur habillement, leurs armes, leurs danses etc., en donnant des références topographiques précises.
Il voyagea ensuite à Tucumán, pour y ouvrir une boulangerie, effectuer des travaux d'arpentage, et pratiquer la daguerréotypie, entre autres activités rémunératrices, jusqu'à ce que le gouvernement de la province, dont le gouverneur était alors Marcos Paz, le chargeât en 1858 de reprendre en mains le Collège Saint-Michel, qui était établi dans les anciens couvents de La Merced et dont les enseignants s'étaient retirés vers Buenos Aires, laissant le collège acéphale. Entre 1858 et 1862, Jacques s'appliqua à le doter d'un musée, d'un laboratoire de chimie, d'une station météorologique et d'une bibliothèque publique. Le collège fut le premier établissement d'enseignement supérieur que compta Tucumán, et les réalisations de Jacques servirent de base à ce qui deviendra plus tard l'université nationale de Tucumán. Dans cet établissement, qu'estimait fort, entre autres, Hermann Burmeister, se formèrent nombre de tucumans illustres, tels que Delfín Gallo et Sixto Terán. Jacques exposa dans d'importants articles publiés par les journaux El Eco del Norte et El Liberal, tous deux de Tucumán, ses idées sur l'enseignement scolaire.

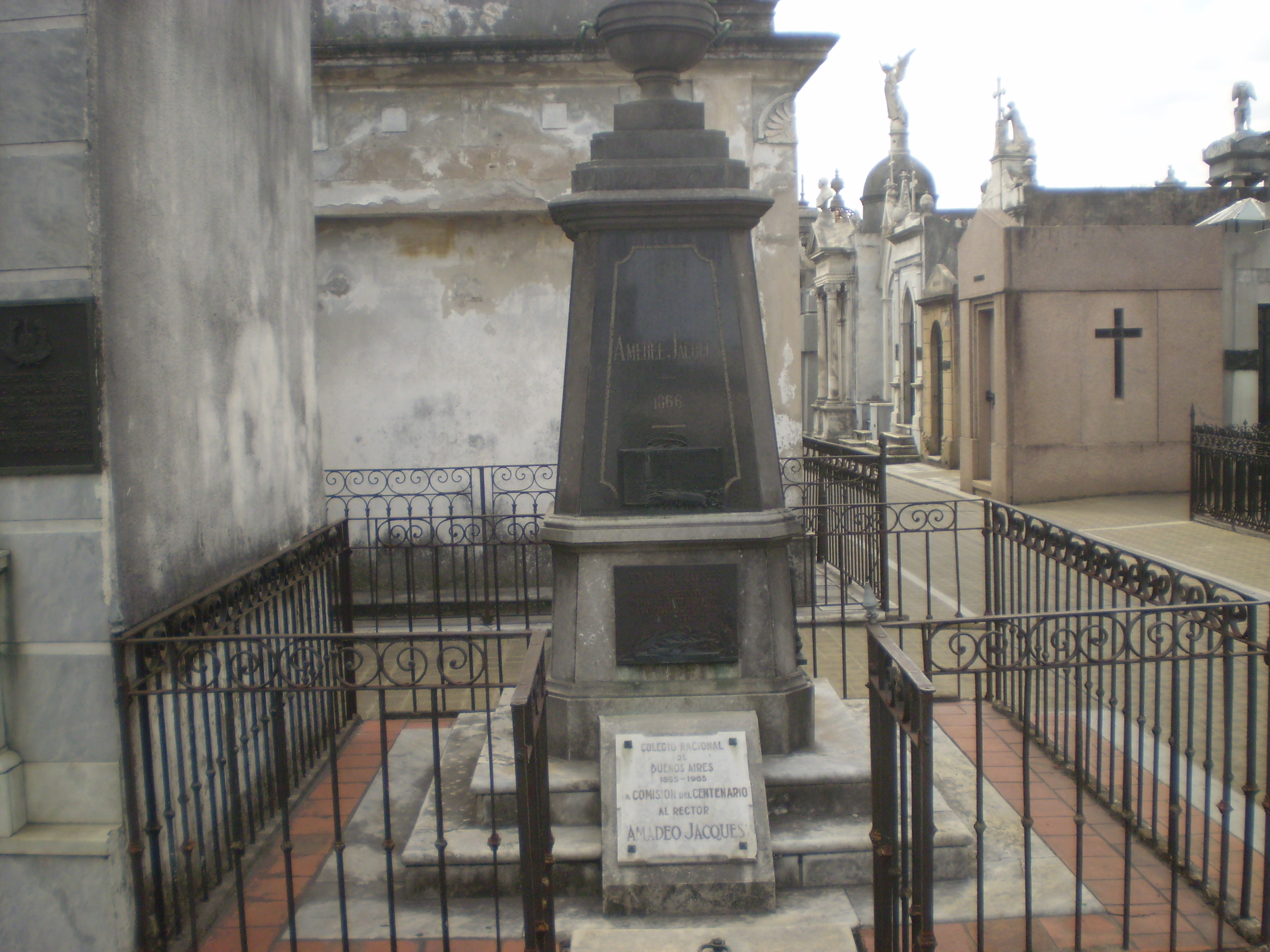
Tombeau d'Amédée Jacques au cimetière de la Recoleta.

En 1862, les conflits politiques le portèrent à quitter Tucumán pour s'établir à Buenos Aires, où le tucuman Marcos Paz, alors vice-président de la Nation, le fit nommer en 1861premier professeur du Collège national de Buenos Aires, puis, à la suite de la mort de José Eusebio Agüero, proviseur (rector) de cet établissement. Son passage par le Colegio Nacional a été immortalisé dans les pages du roman Juvenilia, de Miguel Cané, et dans le Mémoire que Jacques rédigea en 1865, véritable testament pédagogique que sa mort prématurée l'empêcha d'achever, mais où se dessine l'impulsion transformatrice qu'il s'était attaché à donner à l'enseignement en introduisant les nouvelles idées scientistes en provenance d'Europe et en concevant l'enseignement comme une préparation de l'élève destinée à le rendre apte « à tout apprendre ».
En collaboration avec Juan María Gutiérrez, il mit au point le Plan de Instrucción Pública, ouvrage qui eut une grande influence sur les projets éducatifs en Argentine. Il fut professeur de physique expérimentale et de chimie, et l'auteur d'un Cours de philosophie, édité en France, et sur lequel s'appuya l'enseignement de cette discipline en Argentine.
Il mourut inopinément à Buenos Aires le 13 octobre 1865 d'une apoplexie et fut inhumé, lors d'obsèques officielles auxquelles assistèrent l'ensemble des ministres, dans le cimetière de la Recoleta de la capitale argentine.

## Source principale
- Vicente Osvaldo Cutolo, Buenos Aires: Historia de las calles y sus nombres, Buenos Aires, Elche, 1994